# Lambert Hofer (Kostümverleih)

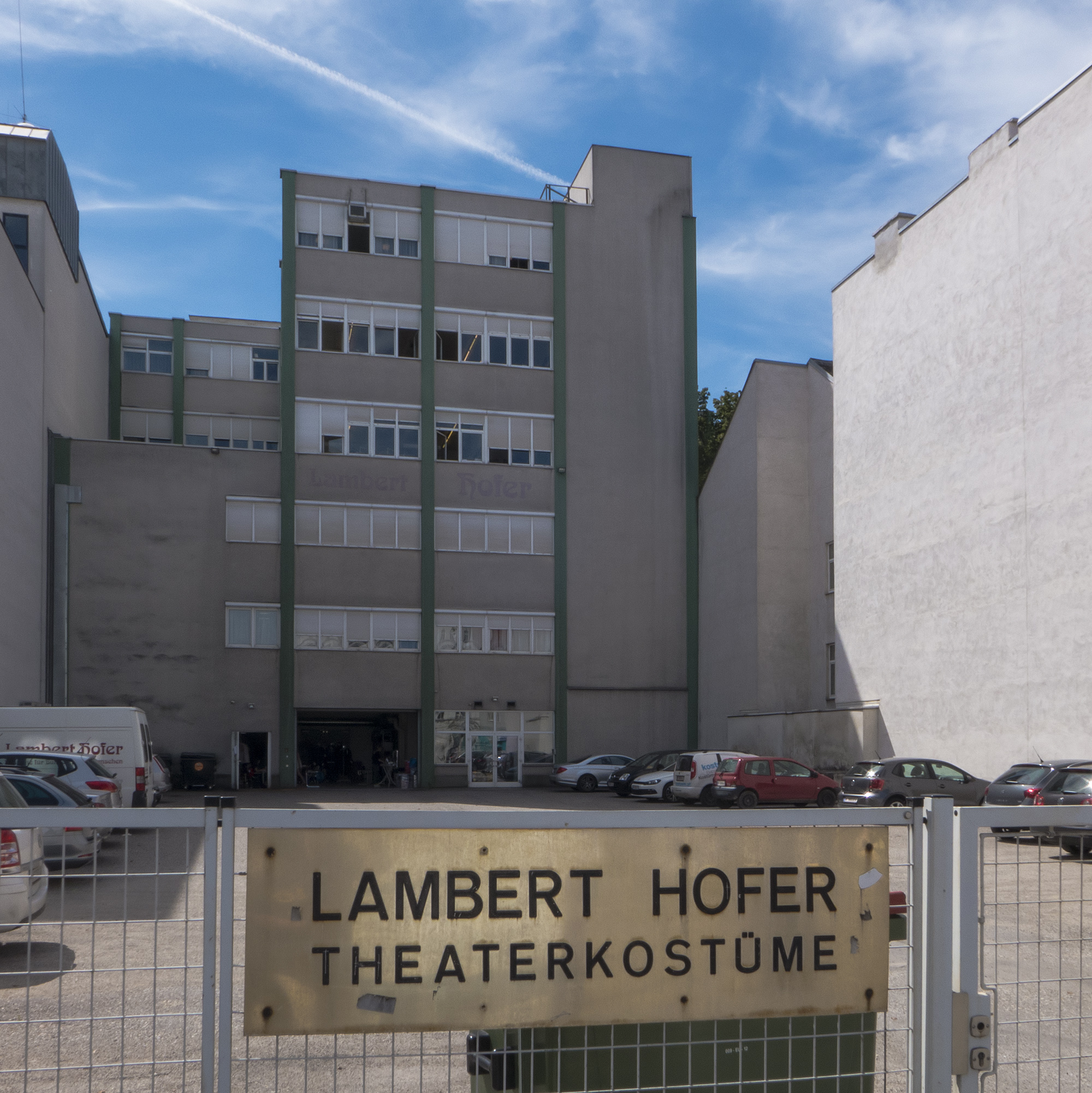
Lambert Hofer in der Simmeringer Hauptstraße 28

Lambert Hofer ist ein österreichischer Kostümverleih im 11. Wiener Gemeindebezirk Simmering an der Simmeringer Hauptstraße 28. Weiters gibt es in der Margaretenstraße 25 die auf Lambert Hofer V zurückgehende Ausgründung Lambert Hofer junior.

## Geschichte
Im Jahre 1862 wurde die Erste-Costüm-Leihanstalt Lambert Hofer in Wien durch Lambert Hofer I (1829–1897) gegründet. Lambert Hofer I war zunächst seit dem 4. Mai 1854 als Kostümschneider am Wiener Burgtheater beschäftigt. Nach einem Streit mit dem Schauspieler Karl Wilhelm Meixner verließ er dann das Burgtheater und gründete Österreichs erste Kostümleihanstalt.
Die Anfänge bestanden hauptsächlich darin, sogenannte Repertoire-Kostüme selbst zu schneidern und an Schauspieler zu verleihen. 
Über die Jahre wurden dann ganze Theaterausstattungen gefertigt und verliehen. Damit war der Grundstein für den heute über 110.000 Kostüme, hierunter allein 25.000 Uniformen, umfassenden Fundus gelegt.
Von den Anfängen der Filmindustrie und der Fernsehgeschichte an war das Unternehmen Lambert Hofer, das inzwischen von Lambert Hofer II (1879–1938) und Lambert Hofer III (1907–1997) weiter aufgebaut wurde, in diesen mit Kostümausstattungen vertreten. So waren etwa bereits die Darsteller der Filme Prinz und Bettelknabe (1920), Die Narrenkappe der Liebe (1921), Eine versunkene Welt (1922), Das unbekannte Morgen (1923) und Die Brandstifter Europas (1926) in Kostümen aus dem Hause Lambert Hofer auf der Leinwand zu sehen. Ebenso zeichnete der Wiener Kostümverleih verantwortlich für die Ausstattung des 1931 produzierten Streifens Wiener Zauberklänge.  Unzählige Kostüme, wie beispielsweise die Kleider von Romy Schneider und der Krönungsmantel von Karlheinz Böhm aus den Sissi-Filmen, lagern heute in den Hallen von Lambert Hofer in Wien. Auch der Smoking von James-Bond-Darsteller Timothy Dalton und die Kostüme von Brad Pitt für den Film Sieben Jahre in Tibet stammten aus dem Hause Lambert Hofer. Ebenso wurden die Filme Der Pianist, Balzac – Ein Leben voller Leidenschaft und Die Wanderhure von dem Wiener Kostümverleih ausgestattet.

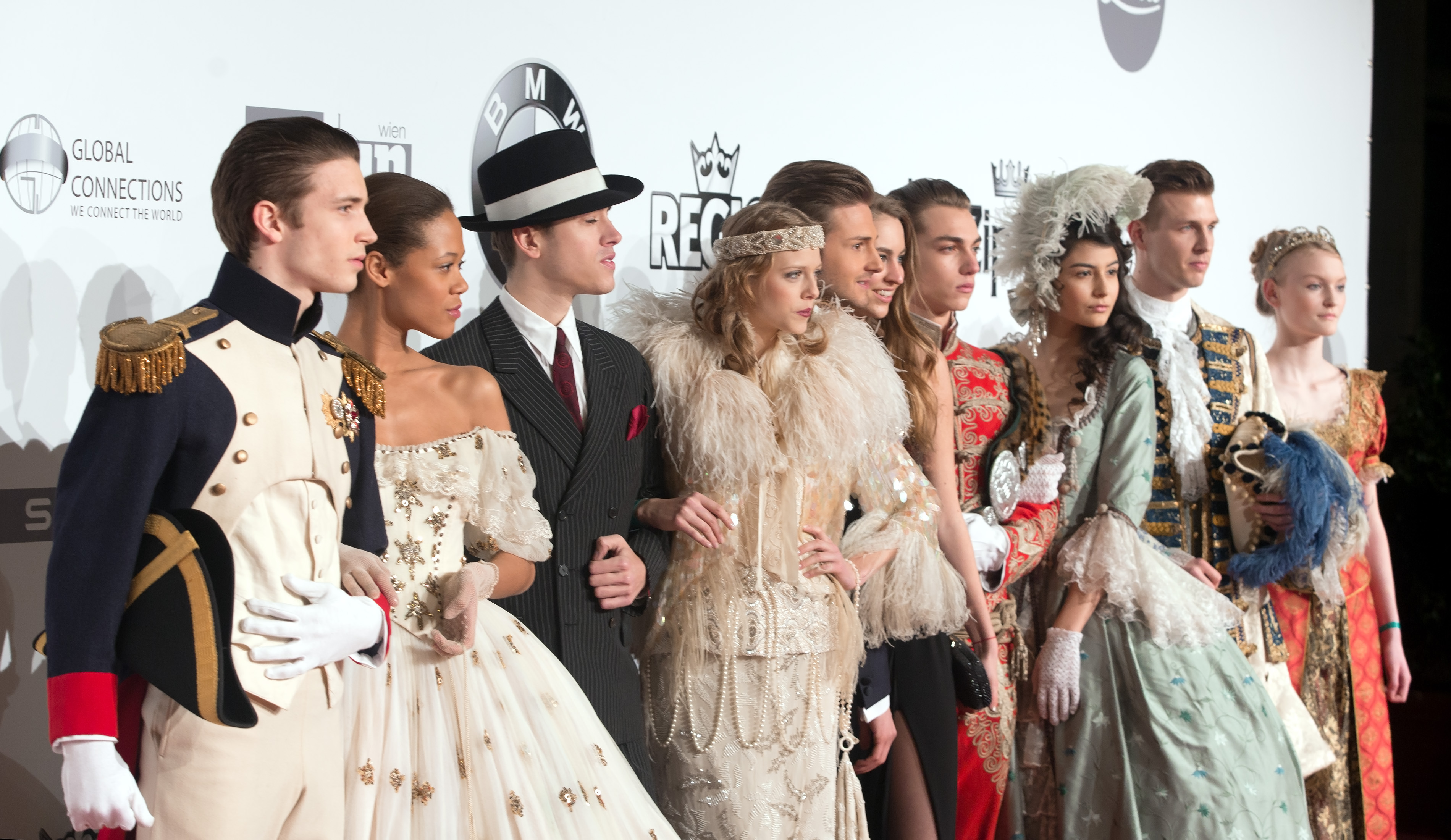
Models mit Kostümen von Lambert Hofer (Filmball Vienna 2015)

Lambert Hofer verleiht etwa 300 Fracks für den jährlichen Wiener Opernball; zu den prominenten Kunden zählte u. a. der ehemalige Bundeskanzler Wolfgang Schüssel.
Das Stammhaus wird in vierter Generation von Peter Hofer geführt. Der Zweck des Unternehmens Lambert Hofer bleibt unter Berücksichtigung aller technischen und wirtschaftlichen Fortschritte eines Jahrhunderts die Herstellung und der Verleih historischer Kostüme aller Epochen.

## Lambert Hofer junior

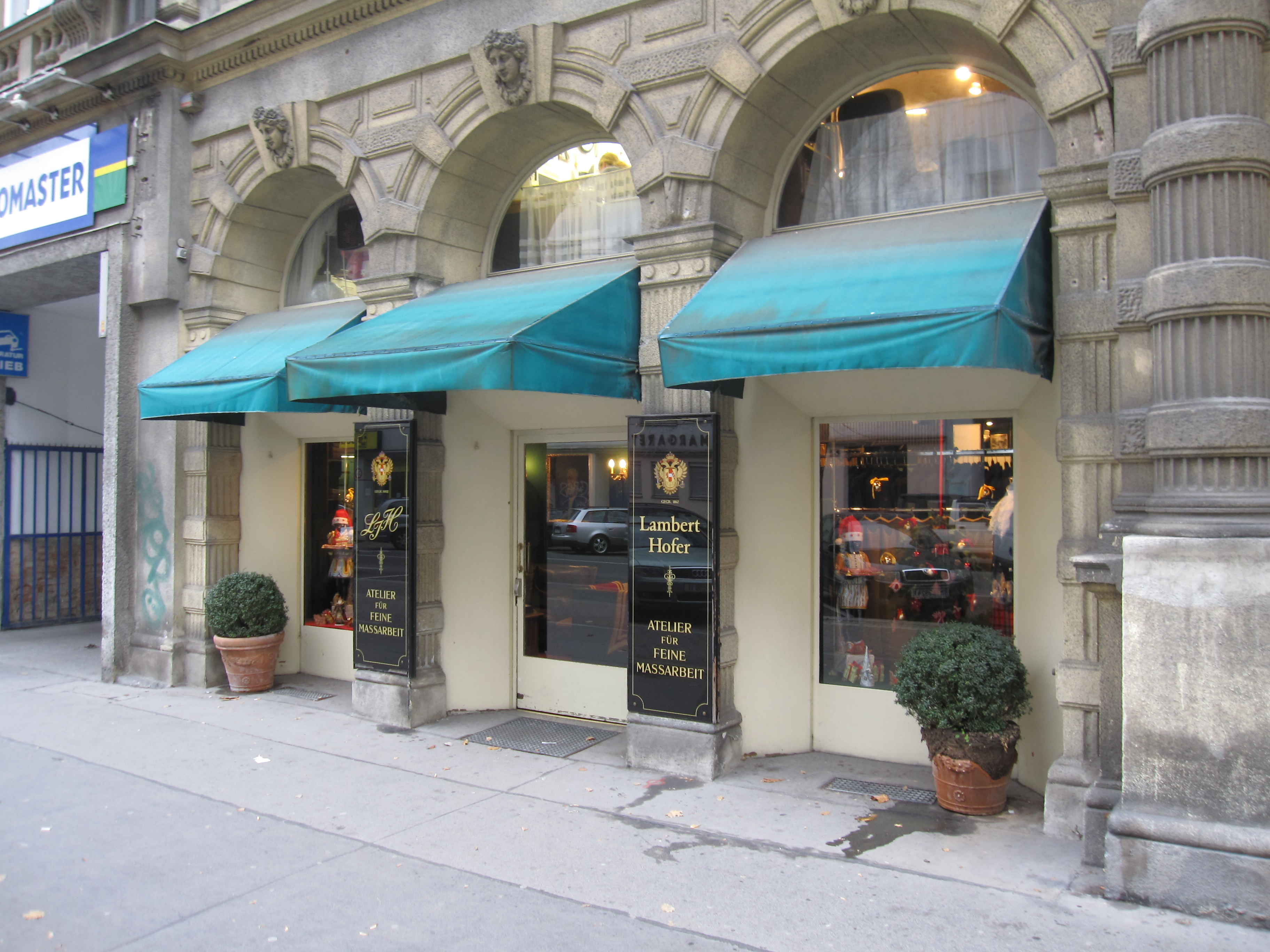
Kostümverleih Lambert Hofer junior in der Margaretenstraße 25

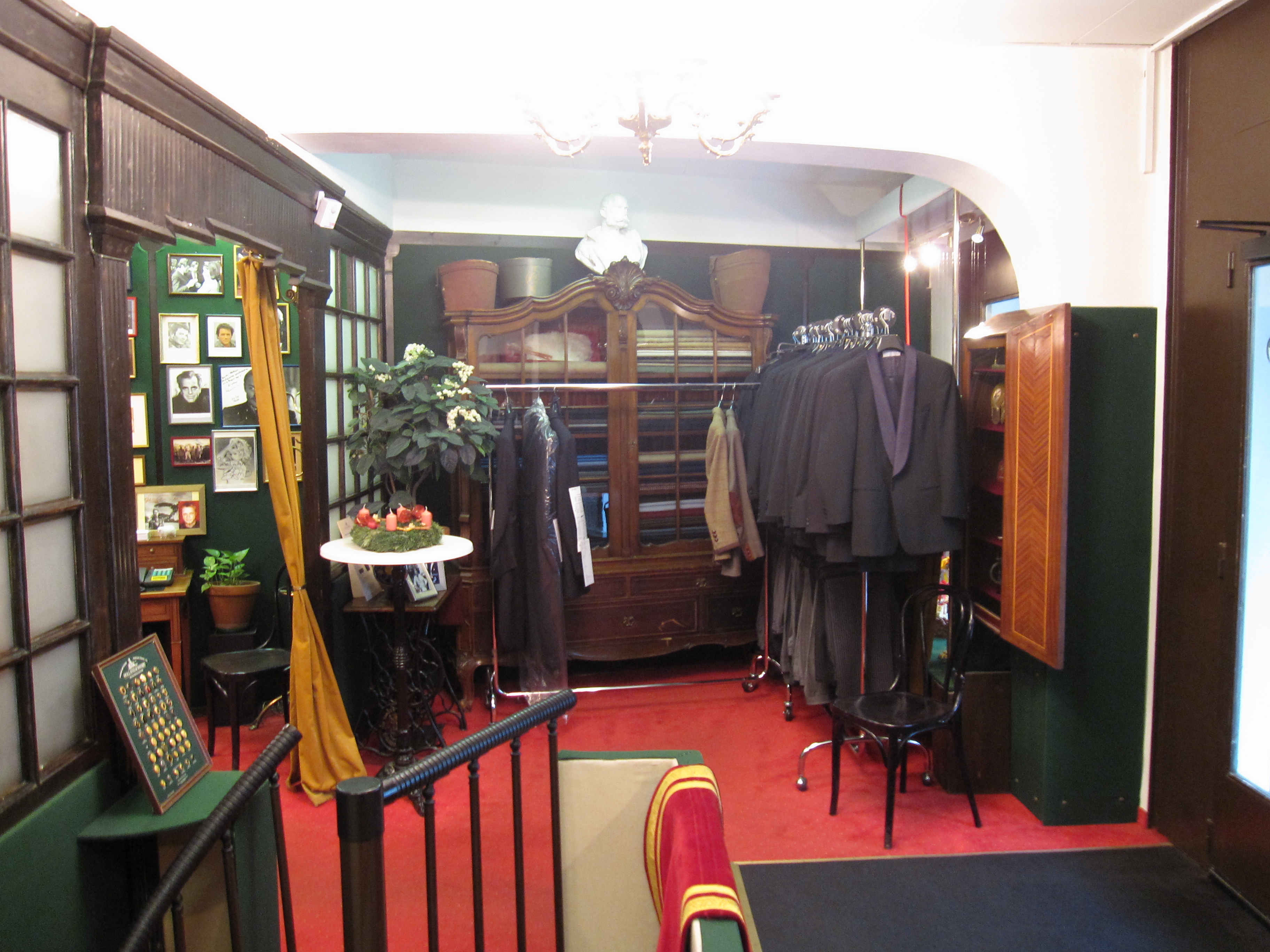
Blick in einen der Innenräume von Lambert Hofer junior

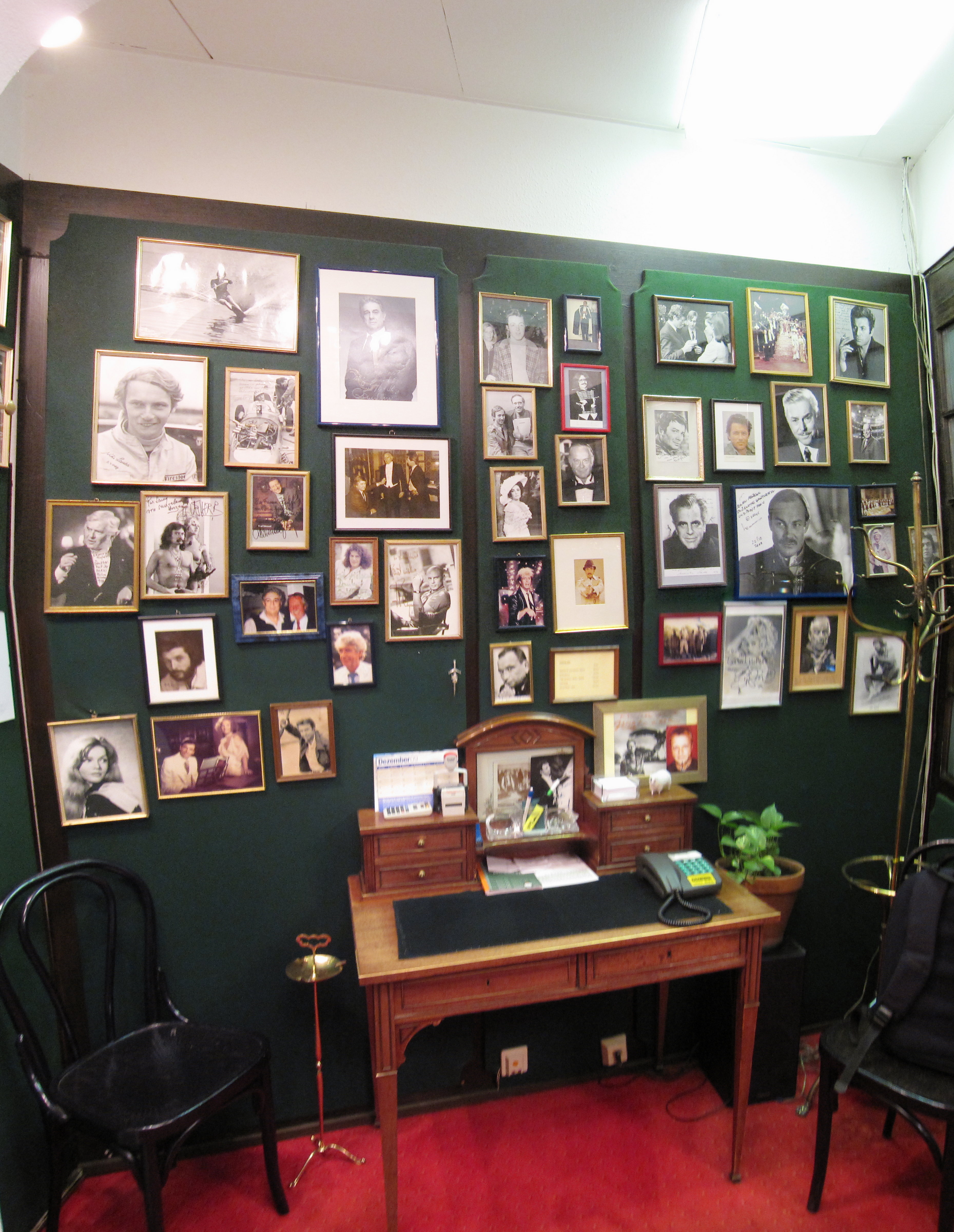
Prominentenbilder in den Geschäftsräumen von Lambert Hofer junior

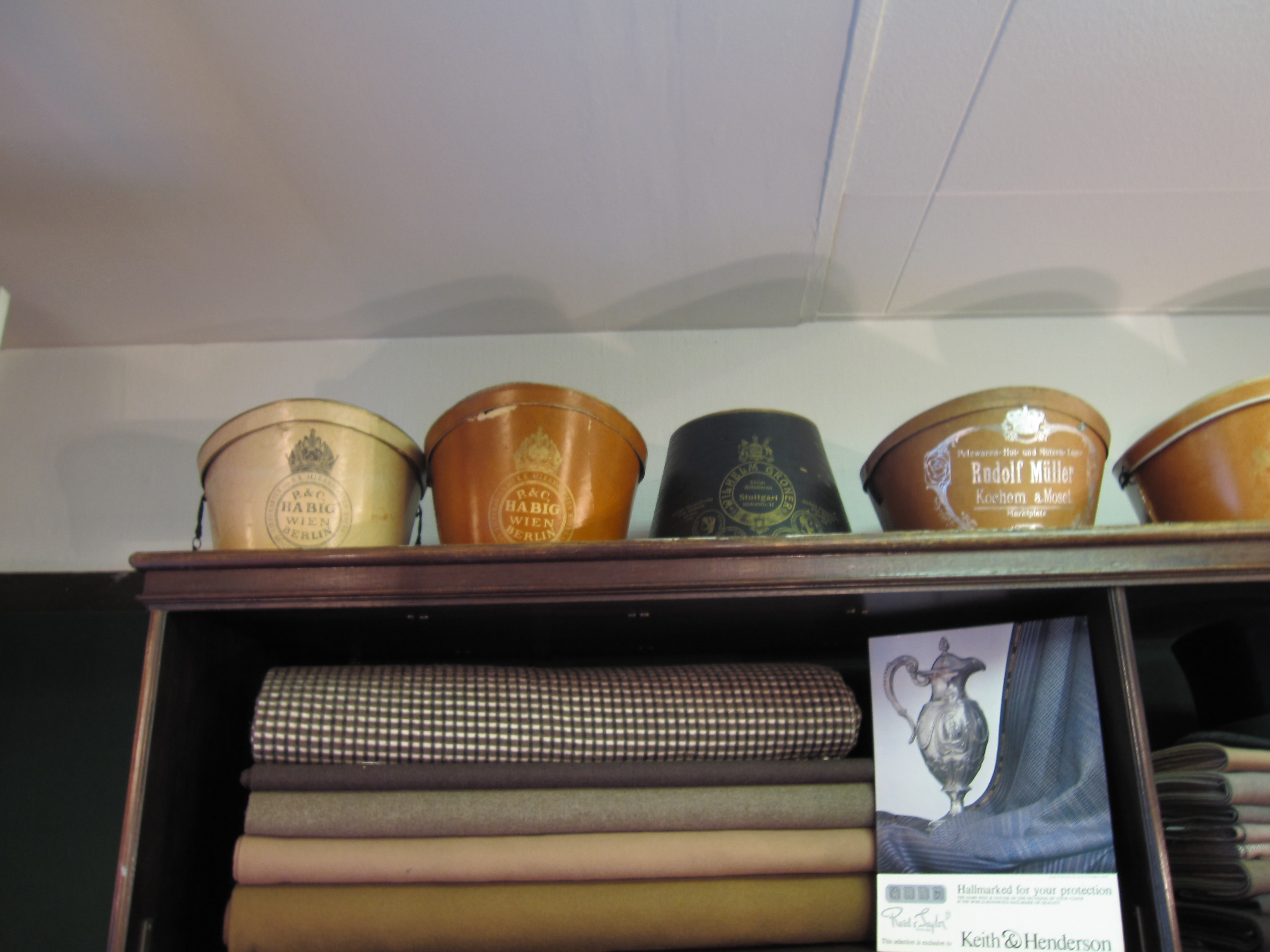
Stoffauswahl bei Lambert Hofer junior

Der Halbbruder des heutigen Geschäftsführers des Stammbetriebs Peter Hofer, Lambert Hofer IV (1944–2013), gründete 1966 unter dem Namen Lambert Hofer junior ein eigenes Unternehmen mit gleichgelagertem Geschäftsfeld.  Parallel zur Leitung des eigenen Unternehmens war Lambert Hofer IV ab 1972 auch zeitweise in der Geschäftsleitung des Stammbetriebes tätig. Heute bestehen aber zwischen den beiden Kostümverleihen keine geschäftlichen Verbindungen mehr, gleichwohl kam es aufgrund der Namensgleichheit immer wieder zu Verwechselungen beider Unternehmen. Der erste Großauftrag der Ausgründung bestand in der Fertigung von Uniformen für die Stewardessen von Austrian Airlines.
Besonders enge Beziehungen pflegte Lambert Hofer IV zum Theater an der Wien und zum Raimundtheater, für welche sein Unternehmen die kompletten Kostümausstattungen für zahlreiche Bühnenproduktionen lieferte, von denen besonders die Operette Viktoria und ihr Husar sowie die Musicals Jesus Christ Superstar, Freudiana, Les Misérables, Das Phantom der Oper, Elisabeth und Tanz der Vampire hervorzuheben sind. Darüber hinaus stattete Lambert Hofer V eine ganze Konzerttournee von Mikis Theodorakis mit Bühnenoutfits aus.
Bereits früh machte sich Lambert Hofer junior einen Namen als Kostümausstatter für Filmproduktionen. So wurden etwa die Kostüme für die Filme Maigret und sein größter Fall mit Heinz Rühmann und Der Gefangene von Zenda mit Peter Sellers im Atelier von Lambert Hofer IV entworfen. Gleichfalls stattete Lambert Hofer junior den vierteiligen Fernsehfilm Holocaust – Die Geschichte der Familie Weiss mit Kostümen aus.
Auch Lambert Hofer junior erlangte Bekanntheit durch Fertigung und Verleih von Fracks für den Wiener Opernball; zu den prominenten Kunden zählten u. a. Gabriel Barylli, Richard Burton, Helmut Fischer, Thomas Gottschalk, Curd Jürgens und Maximilian Schell. Eine Freundschaft verband Lambert Hofer IV, der selbst als Rennfahrer bei den 1000-km-Rennen von Zeltweg 1969 und 1970 teilgenommen hatte, mit Niki Lauda. Ebenso zählten Klaus Maria Brandauer und Bernhard Paul zu seinem Freundeskreis.
2005 musste Lambert Hofer junior Konkurs anmelden. Das Unternehmen konnte aber gerettet werden und wird seit dem Tod von Lambert Hofer IV im Jahr 2013 von seiner Frau Olga Hofer weitergeführt. Heute ist Lambert Hofer junior auf den Bereich Zirkus spezialisiert und stattet etwa den Circus Roncalli aus.